# Nejsem blázen
Nejsem blázen (v anglickém originále Nobody's Fool) je americký dramatický film z roku 1994. Režisérem filmu je Robert Benton. Hlavní role ve filmu ztvárnili Paul Newman, Jessica Tandy, Bruce Willis, Melanie Griffith a Dylan Walsh.

## Ocenění
Paul Newman byl za svou roli v tomto filmu nominován na Oscara, Zlatý glóbus a SAG Award. Film byl dále nominován na Oscara v kategorii nejlepší scénář.

## Obsazení
| Paul Newman            | Donald Sullivan |
| Jessica Tandy          | Beryl Peoples   |
| Bruce Willis           | Carl Roebuck    |
| Melanie Griffith       | Toby Roebuck    |
| Dylan Walsh            | Peter Sullivan  |
| Pruitt Taylor Vince    | Rub Squeers     |
| Gene Saks              | Wirf Wirfley    |
| Josef Sommer           | Clive Peoples   |
| Philip Seymour Hoffman | Raymer          |